# George Baker (actor bengalí)
George Baker (28 de octubre de 1946) es un actor y político indio. 
Ha sido un prolífico actor en las películas bengalíes desde fines de 1970. 
Es uno de los dos miembros del Lok Sabha del Parlamento designados por el presidente en virtud del artículo 331 (anglo-indio) de la Constitución de la India. 
- Datos: Q16106869